# Isamaa
Isamaa (Patria), antigament conegut com Unió Pro Pàtria i Res Pública (estonià Erakond Isamaa ja Res Publica Liit, IRPL), és un partit polític d'Estònia, afiliat al Partit Popular Europeu. Es va formar després de la fusio el juny de 2006  de dos partits conservadors, la Unió de la Pàtria i la Res Pública, creada poca abans com escissió del primer.

## Fundació
Abans de la unió existia una gran preocupació pel descens del suport social als partits de dreta tant a Res Pública després de la caiguda del govern encapçalat per Juhan Parts, com a la Unió de la Pàtria que també experimentava problemes després de la caiguda del govern del que formava part. Entre els conservadors estonians es va anar imposant la idea d'unir els dos partits de dreta per a no mantenir dividit el vot entre partits amb ideologies similars, més quan el vot d'esquerra es trobava cada vegada més unit entorn del Partit del Centre Estònia.
Aquest projecte de fusió es va començar a gestar quan el 2005 dos polítics favorables a aquesta, Tõnis Lukas i Taavi Veskimägi van accedir a la presidència d'Unió de la Pàtria i Res Pública respectivament. La unió es va formalitzar oficialment el 4 de juny de 2006, encara que el nom que es va proposar per a designar el nou partit fou Per Estònia (Eesti Eest), el nom provisional Unió de la Pàtria i Res Pública s'ha seguit utilitzant fins a la data. El partit unificat tenia d'antuvi dos programes distints i dos copresidents fins que al congrés del partit celebrat al maig de 2007, aquest organigrama va ser substituït per un president, Mart Laar, i quatre vicepresidents.

## Eleccions legislatives de 2007
Els resultats de les eleccions de 2007 van ser considerats molt dolentes per al partit, ja que va rebre 98.209 vots (el 17,9% del total), un descens del 14,0% que li va atorgar 19 seients al Riigikogu, 16 escons menys que els obtinguts per separat la Unió de la Pàtria i Res Pública a les eleccions de 2003.
No obstant això, va aconseguir ser la tercera força política al Riigikogu i formar govern al costat del guanyador de les eleccions, Andrus Ansip del Partit Reformista. Va completar la coalició de govern el Partit Socialdemòcrata. Amb l'acord de govern, la Unión de la Pàtria i Res Pública es va assegurar els ministeris de Defensa, Educació i Assumptes Econòmics.

## Resultats electorals

### Riigikogu
| Any  | Líder                       | Vots    | %         | Escons   | +/– | Govern             |
| ---- | --------------------------- | ------- | --------- | -------- | --- | ------------------ |
| 2007 | Tõnis Lukas Taavi Veskimägi | 98,347  | 17.9 (#3) | 19 / 101 | 19  | Coalició           |
| 2011 | Mart Laar                   | 118,023 | 20.5 (#3) | 23 / 101 | 4   | Coalició (2011–14) |
| 2011 | Mart Laar                   | 118,023 | 20.5 (#3) | 23 / 101 | 4   | Oposició (2014–15) |
| 2015 | Urmas Reinsalu              | 78,699  | 13.7 (#4) | 14 / 101 | 9   | Coalició           |
| 2019 | Helir-Valdor Seeder         | 64,239  | 11.4 (#4) | 12 / 101 | 2   | Coalició (2019–21) |
| 2019 | Helir-Valdor Seeder         | 64,239  | 11.4 (#4) | 12 / 101 | 2   | Oposició (2021–22) |
| 2019 | Helir-Valdor Seeder         | 64,239  | 11.4 (#4) | 12 / 101 | 2   | Coalició (2022–23) |
| 2023 | Helir-Valdor Seeder         | 50,118  | 8.21 (#6) | 8 / 101  | 4   | Oposició           |

### Parlament Europeu
| Any  | Líder             | Vots   | %          | Escons | +/– | Grup |
| ---- | ----------------- | ------ | ---------- | ------ | --- | ---- |
| 2009 | Tunne-Väldo Kelam | 48,492 | 12.2 (#4)  | 1 / 6  | 1   | EPP  |
| 2014 | Tunne-Väldo Kelam | 45,765 | 13.9 (#3)  | 1 / 6  | =   | EPP  |
| 2019 | Riho Terras       | 34,189 | 10.3 (#5)  | 1 / 7  | =   | EPP  |
| 2024 | Riho Terras       | 79,170 | 21.51 (#1) | 2 / 7  | 1   | EPP  |